# Krum Lekarski
Krum Georgiev Lekarski (en bulgare Крум Георгиев Лекарски, né le 5 mai 1898 à Kyoustendil, mort le 2 mars 1981 à Sofia) est un cavalier bulgare de concours complet et de dressage.
Il est le frère d'Asen Lekarski, escrimeur aux Jeux olympiques d'été de 1928, et l'époux de Nadezhda Lekarska

## Biographie
Lekarski est diplômé de l'École militaire et de l'Académie d'état-major général. Il sert comme officier à Sofia, Sliven, Shumen et d'autres villes. En 1935, il est licencié pour sa participation au coup d'État de 1934 et est interné à Devin. Après la libération de la Seconde Guerre mondiale, il s'implique dans les activités de l'opposition conservatrice et prend part au coup d'État du 9 septembre 1944. Il est promu au grade de général de division et devient premier sous-ministre de la Défense nationale. Il fait partie de la délégation bulgare à la Parade de la Victoire de l'URSS sur le Troisième Reich à Moscou le 24 juin 1945. Au début des années 1950, Krum Lekarski est accusé d'être un espion anglais et exilé en tant que prisonnier politique à Belene. Il est libéré après la mort de Staline en 1953. 

## Carrière
Krum Lekarski participe aux Jeux olympiques d'été de 1924 à Paris dans l'épreuve de concours complet. Il est éliminé de l'épreuve individuelle ; il n'y a pas d'équipe de Bulgarie. Aux Jeux olympiques d'été de 1928 à Amsterdam, il est éliminé de l'épreuve individuelle et l'équipe de Bulgarie également.
Krum Lekarski remporte le concours d'Aix-la-Chapelle en 1933 et les Jeux des Balkans en 1931 et 1933.
De 1954 à 1958, il est chargé de cours à l'Institut supérieur d'éducation physique et de 1956 à 1958, il est directeur du département des sports équestres.
Il revient aux Jeux olympiques d'été de 1956 à Stockholm dans l'épreuve de dressage. Il se classe 36e de l'épreuve individuelle ; il n'y a d'équipe de Bulgarie. Aux Jeux olympiques d'été de 1960 à Rome, il se classe 16e de l'épreuve individuelle ; il n'y a pas d'équipe de Bulgarie non plus.